# Юсупов, Байыш Юсупович
Байыш Юсупович Юсупов (5 января 1957, с. Сарай, Кара-Суйский район, Ошская область) — киргизский государственный деятель и бизнесмен, футболист и футбольный тренер.

## Биография

### Бизнес и политика
В 1979—1988 годах — мастер, старший мастер, начальник цеха Ошского хлопчатобумажного комбината. В 1988—1989 годах — заведующий отделом Ошского городского комитета народного контроля. С 1989 года — директор хлопкоочистительного завода г. Кара-Суу, на базе которого в 1993 году создано акционерное общество «Ак-Алтын», где Юсупов стал председателем правления.
В 2005—2007 годах — депутат Жогорку Кенеша. По состоянию на 2009 году — секретарь Кара-Суйского районного отделения партии «Ак жол». В 2009—2013 годах — глава государственной администрации — аким Кара-Суйского района. В 2013 году назначен первым заместителем полномочного представителя правительства КР в Ошской области.

### Футбольная деятельность
В 1990-е годы стал одним из основателей и президентом клуба «Жаштык-Ак-Алтын» (Кара-Суу). В 1998—2000 годах несколько раз выходил на поле в качестве игрока в высшей лиге Кыргызстана, будучи в возрасте за 40 лет, а в сезоне 1998 года стал автором двух голов. В 2003—2004 годах включался в заявку клуба как главный тренер, работая в тандеме с Александром Калашниковым, команда в этот период добилась наивысшего успеха, завоевав чемпионский титул в 2003 году. Работал тренером клуба и позднее, в частности в 2008 году. Помимо чемпионского титула, также является неоднократным призёром чемпионата страны и финалистом Кубка Кыргызстана.